# Камінер Володимир Вікторович
Володимир Вікторович Камінер (нім. Wladimir Kaminer) 19 липня 1967, Москва) — популярний в Німеччині письменник, російсько-єврейського походження.

## Біографія
Народився 19 липня 1967 року в Москві, з 1990 р. проживає в Берліні. Був колумністом газети «Русская Германия». Пише свої твори німецькою мовою. Одна з основних тем його книг — феномен «мульти-культи». Крім того, письменник експлуатує тему «Радянського минулого». У 2012 році вийшла екранізація збірки коротких оповідань Камінера «Russendisko», присвяченого життю вихідців з колишніх республік Радянського Союзу в Німеччині.

## Твори
- Russendisko. (2000) ISBN 3-442-54519-6 ISBN 3-442-54175-1
- Schönhauser Allee. (2001) ISBN 3-442-54559-5 ISBN 3-442-54168-9
- Militärmusik. (2001) ISBN 3-442-54532-3 ISBN 3-442-45570-7
- Die Reise nach Trulala. (2002) ISBN 3-442-54542-0 Taschenbuch: ISBN 3-442-45721-1
- Helden des Alltags. (2002) ISBN 3-442-54183-2
- Mein deutsches Dschungelbuch. (2003) ISBN 3-442-54554-4 ISBN 3-442-45945-1
- Ich mache mir Sorgen, Mama. (2004) ISBN 3-442-54560-9 ISBN 3-442-46182-0
- Karaoke. (2005) ISBN 3-442-54575-7
- Küche totalitär. Das Kochbuch des Sozialismus. (2006) ISBN 3-442-54610-9
- Ich bin kein Berliner. Ein Reiseführer für faule Touristen. (2007) ISBN 3-442-54240-5
- Mein Leben im Schrebergarten (2007) ISBN 978-3-442-54618-3
- Salve Papa! (2008) ISBN 978-3-442-54617-6
- Es gab keinen Sex im Sozialismus: Legenden und Missverständnisse des vorigen Jahrhunderts (2009) ISBN 978-3-442-54265-9

## Переклади українською
- Володимир Камінер. Втрачене літо. Дойчланд курить на балконі. Переклали з німецької Сергій Жадан, Оксана Щур. – Київ: Комора, 2021.